# Фердејл (Пенсилванија)
Фердејл (енгл. Fairdale) насељено је место без административног статуса у америчкој савезној држави Пенсилванија.

## Демографија
По попису из 2010. године број становника је 2.059, што је 104 (5,3%) становника више него 2000. године.
| Група             | 2000.         | 2010.         |
| Белци             | 1.928 (98,6%) | 2.029 (98,5%) |
| Афроамериканци    | 2 (0,1%)      | 1 (0,0%)      |
| Азијати           | 1 (0,1%)      | 6 (0,3%)      |
| Хиспаноамериканци | 5 (0,3%)      | 9 (0,4%)      |
| Укупно            | 1.955         | 2.059         |